# National League North and South 2022-23
La temporada 2022–23 de la National League North & South, conocida como la Vanarama National League North & South por razones de patrocinio, será la temporada número 28 en general.
Esta temporada habrá una expansión a 24 equipos, lo cual estaba planeado desde la temporada 2020/21 por la expulsión de Macclesfield Town.

## National League North

### Ascensos y descensos
| Pos.                             | a National League North |
| -------------------------------- | ----------------------- |
| 1.º Northern Premier League      | Buxton                  |
| Play-off Northern Premier League | Scarborough Athletic    |
| 1° Southern Football League.     | Banbury                 |
| Play-off                         | Peterborough Sports     |

| Pos. | a National League North |
| ---- | ----------------------- |
| 22.º | King's Lynn Town        |

| Pos.  | a 'National League 2022-23 |
| ----- | -------------------------- |
| 1.º   | Gateshead                  |
| Prom. | York City                  |

| Pos. | a Northern Premier League |
| ---- | ------------------------- |
| 22.º | Guiseley                  |

### Equipos participantes
| Equipo                 | Localización      | Estadio                  | Capacidad | Proveedor        | Patrocinador                                    |
| ---------------------- | ----------------- | ------------------------ | --------- | ---------------- | ----------------------------------------------- |
| AFC Fylde              | Wesham            | Mill Farm                | 6,000     | Under Armour     | Vetplus                                         |
| AFC Telford United     | Telford           | New Bucks Head           | 6,300     | Adidas           | Capgenemi                                       |
| Alfreton Town          | Alfreton          | North Street             | 3,600     | Un1tus           | Impact                                          |
| Banbury United         | Banbury           | Spencer Stadium          | 2,000     | Terrace          | Banbury plant and skip here                     |
| Blyth Spartans         | Blyth             | Croft Park               | 4,435     | Erreà            | CFS                                             |
| Boston United          | Boston            | Boston Community Stadium | 5,000     | Adidas           | Kia                                             |
| Brackley Town          | Brackley          | St. James Park           | 3,500     | Puma             | Going Plural                                    |
| Bradford (Park Avenue) | Bradford          | Horsfall Stadium         | 3,500     | Erreà            | James Mae Group                                 |
| Buxton                 | Buxton            | The Silverlands          | 5,200     | Cantebury        | Marshalls                                       |
| Chester                | Chester           | Deva Stadium             | 6,500     | Kappa            | MBNA                                            |
| Chorley                | Chorley           | Victory Park             | 4,100     | Macron           | MDC Autos                                       |
| Curzon Ashton          | Ashton-under-Lyne | Tameside Stadium         | 4,000     | Adidas           | Pinnacle (local) Reggonal Steels UK (Visitante) |
| Darlington             | Darlington        | Blackwell Meadows        | 3,300     | Joma             | Ebac                                            |
| Farsley Celtic         | Leeds             | The Citadel              | 3,900     | Puma             | N.º                                             |
| Gloucester City        | Gloucester        | Meadow Park              | 3,600     | Gloucester Sport | Soldi                                           |
| Hereford               | Hereford          | Edgar Street             | 5,213     | Adidas           | Dawleys                                         |
| Kettering Town         | Kettering         | Latimer Park             | 2,400     | In House         | Logistic People                                 |
| Kidderminster Harriers | Kidderminster     | Aggborough               | 6,238     | Kappa            | Adam Hewitt                                     |
| King's Lynn Town       | King's Lynn       | The Walks                | 8,200     | Kappa            | Charmed                                         |
| Leamington             | Leamington        | New Windmill Ground      | 2,300     | Surridge         | BPS                                             |
| Peterborough Sports    | Peterborough      | Lincoln Road             | 2,300     | The Kit Factor   | No tiene                                        |
| Scarborough Athletic   | Scarborough       | Flamingo Land Stadium    | 2,833     | Èrrea            | One Stop                                        |
| Southport              | Southport         | Haig Avenue              | 6,008     | Kappa            | Techedia                                        |
| Spennymoor Town        | Spennymoor        | The Brewery Field        | 6,000     | Erreà            | Great Annnual Savings                           |

### Cambios de Entrenadores
| Equipo         | entrenador saliente | Tipo de salida     | Día de salida       | Posición en la tabla | entrenador entrante | día de entrada     |
| -------------- | ------------------- | ------------------ | ------------------- | -------------------- | ------------------- | ------------------ |
| Chester        | Steve Watson        | Fin de contrato.   | 7 de mayo de 2022   | Pretemporada         | Calum McIntyre      | 12 de mayo de 2022 |
| Buxton         | Steve Cunningham    | Renuncia           | 28 de abril de 2022 | Pretemporada         | Jamie Vermiglio     | 25 de mayo de 2022 |
| Kettering Town | Ian Culverhouse     | Renuncia.          | 15 de mayo de 2022  | Pretemporada         | Lee Glover          | 17 de mayo de 2022 |
| Chorley        | Jamie Vermiglio     | Fichado por Buxton | 25 de mayo de 2022  | Pretemporada         | Andy Preece         | 28 de mayo de 2022 |

### Clasificación Final
El campeón equipos de la clasificación ascienden directamente a la National League, los clubes ubicados del segundo al séptimo puesto disputan un play-off para determinar un segundo ascenso. Por otro lado, los 4 últimos equipos de la clasificación, descenderán directamente a la Northern Premier League o la Southern Football League según su posición geográfica.
| Pos. | Equipo                     | Pts. | PJ | G  | E  | P  | GF | GC | Dif. | Clasificación 2022-23                           |
| ---- | -------------------------- | ---- | -- | -- | -- | -- | -- | -- | ---- | ----------------------------------------------- |
| 1    | AFC Fylde (C, A)           | 95   | 46 | 29 | 8  | 9  | 80 | 44 | +36  | Ascenso a la National League                    |
| 2    | King's Lynn Town           | 93   | 46 | 27 | 12 | 7  | 84 | 43 | +41  | Play-offs                                       |
| 3    | Chester                    | 84   | 46 | 22 | 18 | 6  | 72 | 41 | +31  | Play-offs                                       |
| 4    | Brackley Town              | 69   | 46 | 18 | 15 | 13 | 57 | 47 | +10  | Play-offs                                       |
| 5    | Alfreton Town              | 69   | 46 | 17 | 18 | 11 | 54 | 44 | +10  | Play-offs                                       |
| 6    | Kidderminster Harriers (A) | 69   | 46 | 19 | 12 | 15 | 49 | 42 | +7   | Play-offs                                       |
| 7    | Gloucester                 | 68   | 46 | 19 | 11 | 16 | 75 | 68 | +7   | Play-offs                                       |
| 8    | Scarborough Athletic       | 68   | 46 | 18 | 14 | 14 | 74 | 69 | +5   |                                                 |
| 9    | Spennymoor Town            | 68   | 46 | 18 | 14 | 14 | 68 | 67 | +1   |                                                 |
| 10   | Darlington                 | 67   | 46 | 18 | 13 | 15 | 72 | 64 | +8   |                                                 |
| 11   | Buxton                     | 67   | 46 | 18 | 13 | 15 | 55 | 54 | +1   |                                                 |
| 12   | Chorley                    | 66   | 46 | 17 | 15 | 14 | 62 | 50 | +12  |                                                 |
| 13   | Curzon Ashton              | 65   | 46 | 18 | 11 | 17 | 58 | 55 | +3   |                                                 |
| 14   | Peterborough Sports        | 57   | 46 | 15 | 12 | 19 | 50 | 55 | −5   |                                                 |
| 15   | Boston United              | 56   | 46 | 15 | 11 | 20 | 68 | 66 | +2   |                                                 |
| 16   | Hereford                   | 55   | 46 | 15 | 10 | 21 | 47 | 56 | −9   |                                                 |
| 17   | Banbury                    | 54   | 46 | 13 | 15 | 18 | 55 | 62 | −7   |                                                 |
| 18   | Southport                  | 50   | 46 | 13 | 11 | 22 | 50 | 62 | −12  |                                                 |
| 19   | Blyth Spartans             | 50   | 46 | 12 | 14 | 20 | 49 | 62 | −13  |                                                 |
| 20   | Farsley Celtic             | 50   | 46 | 12 | 14 | 20 | 51 | 75 | −24  |                                                 |
| 21   | Kettering Town (D)         | 49   | 46 | 11 | 16 | 19 | 41 | 63 | −22  | Descenso a la Northern/Southern Premier League. |
| 22   | Leamington (D)             | 48   | 46 | 10 | 18 | 18 | 41 | 60 | −19  | Descenso a la Northern/Southern Premier League. |
| 23   | Bradford Park Avenue (D)   | 46   | 46 | 11 | 13 | 22 | 43 | 65 | −22  | Descenso a la Northern/Southern Premier League. |
| 24   | AFC Telford United (D)     | 32   | 46 | 6  | 14 | 26 | 35 | 76 | −41  | Descenso a la Northern/Southern Premier League. |

Actualizado a los partidos jugados el 29 de abril de 2023.
 Fuente: National League North

### Play-offs por el ascenso a laNational League
|  | Eliminación preliminar | Eliminación preliminar | Eliminación preliminar |                        |   | Semifinal        | Semifinal | Semifinal              |   |  | Final | Final | Final |  |
|  |                        |                        |                        |                        |   |                  |           |                        |   |  |       |       |       |  |
|  |                        |                        |                        |                        |   |                  |           |                        |   |  |       |       |       |  |
|  | 5                      | Alfreton Town          | 0                      |                        |   |                  |           |                        |   |  |       |       |       |  |
|  | 5                      | Alfreton Town          | 0                      |                        |   |                  |           |                        |   |  |       |       |       |  |
|  | 6                      | Kidderminster Harriers | 1                      |                        |   |                  |           |                        |   |  |       |       |       |  |
|  | 6                      | Kidderminster Harriers | 1                      |                        | 2 | King's Lynn Town | 1         |                        |   |  |       |       |       |  |
|  |                        |                        |                        |                        | 2 | King's Lynn Town | 1         |                        |   |  |       |       |       |  |
|  |                        |                        | 6                      | Kidderminster Harriers | 4 |                  |           |                        |   |  |       |       |       |  |
|  |                        |                        | 6                      | Kidderminster Harriers | 4 |                  |           |                        |   |  |       |       |       |  |
|  |                        |                        |                        |                        |   |                  |           |                        |   |  |       |       |       |  |
|  |                        |                        |                        |                        |   |                  |           |                        |   |  |       |       |       |  |
|  |                        |                        |                        |                        |   |                  | 6         | Kidderminster Harriers | 2 |  |       |       |       |  |
|  |                        |                        |                        |                        |   |                  |           |                        | 2 |  |       |       |       |  |
|  |                        |                        | 4                      | Brackley Town          | 0 |                  |           |                        |   |  |       |       |       |  |
|  |                        |                        | 4                      | Brackley Town          | 0 |                  |           |                        |   |  |       |       |       |  |
|  |                        |                        |                        |                        |   |                  |           |                        |   |  |       |       |       |  |
|  |                        |                        |                        |                        |   |                  |           |                        |   |  |       |       |       |  |
|  |                        | 3                      | Chester                | 0                      |   |                  |           |                        |   |  |       |       |       |  |
|  |                        |                        |                        | 0                      |   |                  |           |                        |   |  |       |       |       |  |
|  |                        |                        | 4                      | Brackley Town          | 1 |                  |           |                        |   |  |       |       |       |  |
|  | 4                      | Brackley Town          | 4                      | Brackley Town          | 1 | 2 (5)            |           |                        |   |  |       |       |       |  |
|  | 4                      | Brackley Town          |                        |                        |   |                  |           |                        |   |  |       |       |       |  |
|  | 7                      | Gloucester City        | 2 (3)                  |                        |   |                  |           |                        |   |  |       |       |       |  |
|  | 7                      | Gloucester City        | 2 (3)                  |                        |   |                  |           |                        |   |  |       |       |       |  |
|  |                        |                        |                        |                        |   |                  |           |                        |   |  |       |       |       |  |

## National League South

### Ascensos y descensos
| Pos.                              | a National League South |
| --------------------------------- | ----------------------- |
| 1.º Isthmian Premier League       | Worthing                |
| Play-off Isthmian Premier League  | Cheshunt                |
| 1°Southern Football League.       | Taunton Town            |
| Play-off Southern Football League | Farnborough             |

| Pos. | a National League South |
| ---- | ----------------------- |
| 23.º | Weymouth                |
| 24°  | Dover Athletic          |

| Pos.  | a 'National League 2022-23 |
| ----- | -------------------------- |
| 1.º   | Maidstone United           |
| Prom. | Dorking Wanderers          |

| Pos. | a Isthmian Premier League |
| ---- | ------------------------- |
| 22.º | Billericay                |

### Equipos participantes
| Equipo                 | Localización           | Estadio                 | Capacidad | Proveedor   | Patrocinador           |
| ---------------------- | ---------------------- | ----------------------- | --------- | ----------- | ---------------------- |
| Bath City              | Bath                   | Twerton Park            | 3,528     | Erreà       | Bristol Aiport         |
| Braintree Town         | Braintree              | Cressing Road           | 4,085     | Wire        | Dunmow                 |
| Chelmsford City        | Chelmsford             | Melbourne Stadium       | 3,019     | Erreà       | Texo Scaffolding       |
| Cheshunt               | Cheshunt               | Theobalds Lane          | 3,000     | O'Neills    | J&R Construction Group |
| Chippenham Town        | Chippenham             | Hardenhuish Park        | 3,000     | Uhlsport    | Thornbury Surfacing    |
| Concord Rangers        | Canvey Island          | Thames Road             | 3,300     | Jako        | The Indie Roost Trust  |
| Dartford               | Dartford               | Princes Park            | 4,100     | Puma        | Bericote Power House   |
| Dover Athletic         | Dover                  | Crabble Athletic Ground | 5,745     | Kappa       | GSH Group              |
| Dulwich Hamlet         | Londres (East Dulwich) | Champion Hill           | 3,000     | In House    | Bulb                   |
| Eastbourne Borough     | Eastbourne             | Priory Lane             | 4,151     | Erreà       | Bexhill Collage        |
| Ebbsfleet United       | Northfleet             | Stonebridge Road        | 4,800     | New Balance | Virtue Energy          |
| Farnborough            | Farnborough            | Cherrywood Road         | 7,000     | O'Neills    | Quick Score            |
| Hampton & Richmond     | Londres (Hampton)      | Beveree Stadium         | 3,500     | Joma        | Footmob                |
| Havant & Waterlooville | Havant                 | West Leigh Park         | 5,300     | Uhlsport    | Bishop Printers        |
| Hemel Hempstead Town   | Hemel Hempstead        | Vauxhall Road           | 3,152     | Hummel      | Lynch                  |
| Hungerford Town        | Hungerford             | Bulpit Lane             | 2,500     | Macron      | Bewley Homes           |
| Oxford City            | Oxford (Marston)       | Court Place Farm        | 2,000     | Macron      | The Village Charity    |
| Slough Town            | Slough                 | Arbour Park             | 2,000     | Macron      | Slough Trading State   |
| St Albans City         | St Albans              | Clarence Park           | 4,500     | Hummel      | Enter Shikaro          |
| Taunton Town           | Taunton                | Wordsworth Drive        | 2,500     | Joma        | Albert Goodman         |
| Tonbridge Angels       | Tonbridge              | Longmead Stadium        | 3,000     | Joma        | Ferham Homes           |
| Welling United         | Londres (Welling)      | Park View Road          | 4,000     | New Balance | Anthony Martin         |
| Weymouth               | Weymouth               | Bob Lucas Stadium       | 6,600     | Umbro       | The pet experience     |
| Worthing               | Worthing               | Woodside Road           | 4,000     | Kappa       | Rabbit skips           |

### Cambios de Entrenadores
| Equipo           | Entrenador saliente | Tipo de salida | Día de salida      | Posición en la tabla | Entrenador Entrante | Día de entrada      |
| ---------------- | ------------------- | -------------- | ------------------ | -------------------- | ------------------- | ------------------- |
| Tonbridge Angels | Steve McKimm        | Despido        | 4 de mayo de 2022  | Pretemporada         | Jay Saunders        | 9 de mayo de 2022   |
| Braintree Town   | Ryan Maxwell        | Mutuo acuerdo  | 11 de mayo de 2022 | Pretemporada         | Angelo Harrop       | 22 de mayo de 2022  |
| Dartford         | Steve King          | Despido        | 24 de mayo de 2022 | Pretemporada         | Alan Dowson         | 30 de junio de 2022 |

### Clasificación Final
El equipo campeón de la clasificación ascienden directamente a la National League, los clubes ubicados del segundo al séptimo puesto disputan un play-off para determinar un segundo ascenso. Por otro lado, los 4 últimos equipos de la clasificación, descenderán directamente a la Isthmian League o la Southern Football League según su posición geográfica.
| Pos. | Equipo                     | Pts. | PJ | G  | E  | P  | GF  | GC | Dif. | Clasificación 2022-23                           |
| ---- | -------------------------- | ---- | -- | -- | -- | -- | --- | -- | ---- | ----------------------------------------------- |
| 1    | Ebbsfleet United (C, A)    | 103  | 46 | 32 | 7  | 7  | 110 | 47 | +63  | Ascenso a la National League.                   |
| 2    | Dartford                   | 83   | 46 | 25 | 8  | 13 | 82  | 50 | +32  | Play-offs.                                      |
| 3    | Oxford City (A)            | 78   | 46 | 21 | 15 | 10 | 83  | 56 | +27  | Play-offs.                                      |
| 4    | Worthing                   | 78   | 46 | 22 | 12 | 12 | 92  | 72 | +20  | Play-offs.                                      |
| 5    | Chelmsford City            | 78   | 46 | 23 | 9  | 14 | 67  | 49 | +18  | Play-offs.                                      |
| 6    | St Albans City             | 75   | 46 | 22 | 9  | 15 | 72  | 51 | +21  | Play-offs.                                      |
| 7    | Braintree Town             | 74   | 46 | 20 | 14 | 12 | 66  | 55 | +11  | Play-offs.                                      |
| 8    | Eastbourne Borough         | 71   | 46 | 22 | 5  | 19 | 74  | 66 | +8   |                                                 |
| 9    | Tonbridge Angels           | 70   | 46 | 20 | 10 | 16 | 68  | 69 | −1   |                                                 |
| 10   | Havant & Waterlooville     | 69   | 46 | 19 | 12 | 15 | 80  | 70 | +10  |                                                 |
| 11   | Bath City                  | 67   | 46 | 19 | 10 | 17 | 64  | 57 | +7   |                                                 |
| 12   | Farnborough                | 66   | 46 | 19 | 9  | 18 | 59  | 52 | +7   |                                                 |
| 13   | Chippenham Town            | 62   | 46 | 15 | 17 | 14 | 57  | 66 | −9   |                                                 |
| 14   | Taunton Town               | 61   | 46 | 17 | 10 | 19 | 50  | 55 | −5   |                                                 |
| 15   | Hemel Hempstead Town       | 60   | 46 | 15 | 15 | 16 | 49  | 57 | −8   |                                                 |
| 16   | Welling United             | 59   | 46 | 15 | 14 | 17 | 57  | 63 | −6   |                                                 |
| 17   | Hampton & Richmond Borough | 54   | 46 | 15 | 9  | 22 | 59  | 71 | −12  |                                                 |
| 18   | Slough Town                | 51   | 46 | 13 | 12 | 21 | 58  | 78 | −20  |                                                 |
| 19   | Weymouth                   | 48   | 46 | 14 | 6  | 26 | 59  | 78 | −19  |                                                 |
| 20   | Dover Athletic             | 48   | 46 | 12 | 12 | 22 | 42  | 68 | −26  |                                                 |
| 21   | Dulwich Hamlet (D)         | 48   | 46 | 13 | 9  | 24 | 61  | 89 | −28  | Descenso a la Northern/Southern Premier League. |
| 22   | Concord Rangers (D)        | 44   | 46 | 12 | 8  | 26 | 45  | 85 | −40  | Descenso a la Northern/Southern Premier League. |
| 23   | Cheshunt (D)               | 43   | 46 | 11 | 10 | 25 | 48  | 74 | −26  | Descenso a la Northern/Southern Premier League. |
| 24   | Hungerford Town (D)        | 40   | 46 | 10 | 10 | 26 | 48  | 72 | −24  | Descenso a la Northern/Southern Premier League. |

 Fuente: National League South
| Sanciones                                                                                   |
| ------------------------------------------------------------------------------------------- |
| - Reducción de 1 punto a Welling United por disputar un partido con un jugador no elegible. |

### Play-offs por el ascenso a laNational League
|  | Eliminación preliminar | Eliminación preliminar | Eliminación preliminar |                |       | Semifinal | Semifinal | Semifinal      |   |  | Final | Final | Final |  |
|  |                        |                        |                        |                |       |           |           |                |   |  |       |       |       |  |
|  |                        |                        |                        |                |       |           |           |                |   |  |       |       |       |  |
|  | 5                      | Chelmsford City        | 0                      |                |       |           |           |                |   |  |       |       |       |  |
|  | 5                      | Chelmsford City        | 0                      |                |       |           |           |                |   |  |       |       |       |  |
|  | 6                      | St Albans City         | 1                      |                |       |           |           |                |   |  |       |       |       |  |
|  | 6                      | St Albans City         | 1                      |                | 2     | Dartford  | 1 (3)     |                |   |  |       |       |       |  |
|  |                        |                        |                        |                | 2     | Dartford  | 1 (3)     |                |   |  |       |       |       |  |
|  |                        |                        | 6                      | St Albans City | 1 (5) |           |           |                |   |  |       |       |       |  |
|  |                        |                        | 6                      | St Albans City | 1 (5) |           |           |                |   |  |       |       |       |  |
|  |                        |                        |                        |                |       |           |           |                |   |  |       |       |       |  |
|  |                        |                        |                        |                |       |           |           |                |   |  |       |       |       |  |
|  |                        |                        |                        |                |       |           | 6         | St Albans City | 0 |  |       |       |       |  |
|  |                        |                        |                        |                |       |           |           |                | 0 |  |       |       |       |  |
|  |                        |                        | 3                      | Oxford City    | 4     |           |           |                |   |  |       |       |       |  |
|  |                        |                        | 3                      | Oxford City    | 4     |           |           |                |   |  |       |       |       |  |
|  |                        |                        |                        |                |       |           |           |                |   |  |       |       |       |  |
|  |                        |                        |                        |                |       |           |           |                |   |  |       |       |       |  |
|  |                        | 3                      | Oxford City            | 2              |       |           |           |                |   |  |       |       |       |  |
|  |                        |                        |                        | 2              |       |           |           |                |   |  |       |       |       |  |
|  |                        |                        | 4                      | Worthing       | 0     |           |           |                |   |  |       |       |       |  |
|  | 4                      | Worthing               | 4                      | Worthing       | 0     | 2         |           |                |   |  |       |       |       |  |
|  | 4                      | Worthing               |                        |                |       |           |           |                |   |  |       |       |       |  |
|  | 7                      | Braintree Town         | 1                      |                |       |           |           |                |   |  |       |       |       |  |
|  | 7                      | Braintree Town         | 1                      |                |       |           |           |                |   |  |       |       |       |  |
|  |                        |                        |                        |                |       |           |           |                |   |  |       |       |       |  |